# Kas Boven
 (juillet 2025).
Kas Boven est artiste auteur compositeur rappeur burkinabè. 

## Biographie

### Enfance, études et début
Kas Boven, de son vrai nom Aboubacar Sidiki Koita  est un artiste rappeur Burkinabé d'origine guinéenne. Il est né à Bobo Dioulasso dans la région des Hauts Bassin au Burkina Faso. Il a fait son enfance et grandi dans la capitale Ouagadougou. Très proche de son géniteur autre fois guitariste Kas boven prend gout petit a petit a la musique. Il sort son premier Opus en 2000. Cet obtient un grand succès et il est adopté par le public qui le surnomme "le lion de la savane". Après avoir sorti plusieurs singles à succès , il fait une longue pause musicale. Durant cette pause il était dans d'autres pays voisins tel que la Côte d'Ivoire, le Sénégal, la Guinée  pour des projets musicaux.

### Carrière professionnelle
En 1997 il abandonne les études pour se consacre totalement au rap. Apres sa chance de rencontre le cinéaste Issaka Sawadogo qui a la ensuite présenter a Issaka Ouédraogo qui décide de l'accompagner et ce qui a conduit a la sortie de son tout premier single il est fâche  au tour des années 2000. Par la suite avec les frères Diarra il enregistre le titre  Siké . Il sort encore une autre titre pour ma foule qui devrait sortir avec  Ma part des ténèbres  en 2003. En 2004 avec l'aide de son ami  qui lui met a disposition un home studio , il sort sont tout premier album intitulé  Inshallah.

## Discographie

### Album
- 2004: INSCHALLA
- 2007: vision positive
- 2020: Africa

### single
- 2000: Il est fâché
- 2003: Sike feat les frères Diarra
- 2003:  Ma part des ténèbres